# William FitzAlan, 18. Earl of Arundel

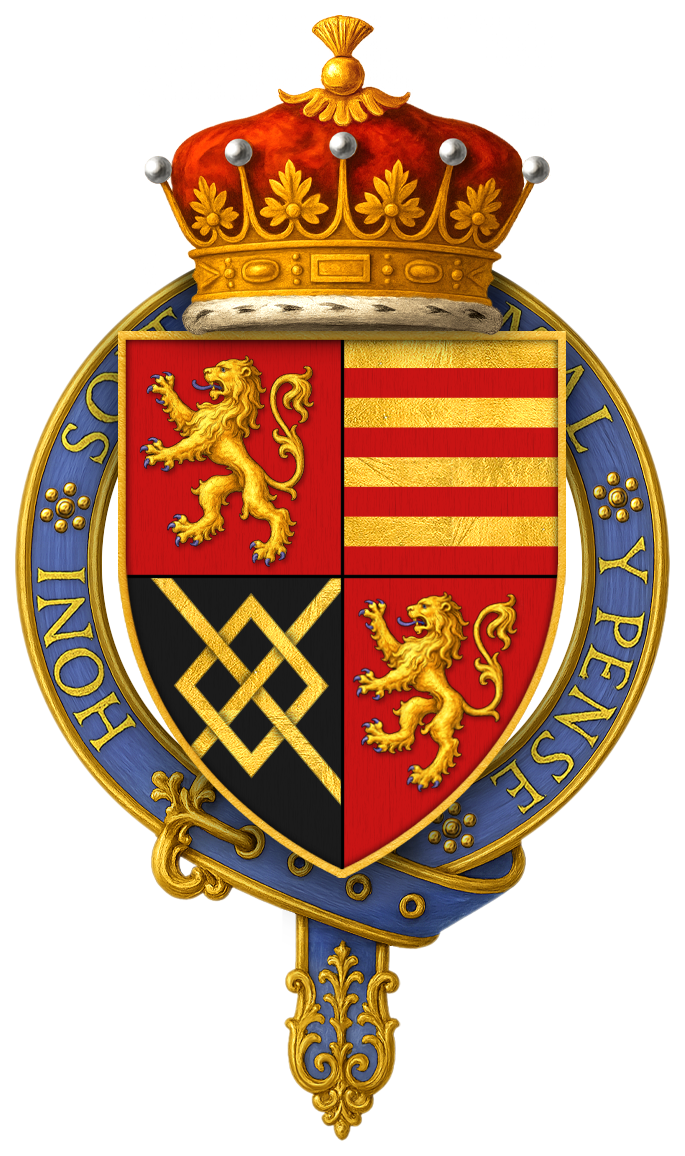
Wappen des William Fitzalan, 18. Earl of Arundel

William FitzAlan, 18. Earl of Arundel KG (* 1476 in Arundel; † 23. Januar 1544) war ein englischer Peer und Hofbeamter.

## Leben
FitzAlan war der ältere Sohn von Thomas FitzAlan, 17. Earl of Arundel, und Lady Margaret Woodville (um 1454–um 1490), Tochter des Richard Woodville, 1. Earl Rivers. Als Heir apparent seines Vaters führte er ab 1487 den Höflichkeitstitel Lord Maltravers. Seine Mutter war eine jüngere Schwester von Lady Elizabeth Woodville, der Frau von König Eduard IV.
Am 29. November 1489 wurde er anlässlich der Investitur von Prinz Arthur als Prince of Wales von König Heinrich VII. zum Knight of the Bath geschlagen.
In erster Ehe heiratete er nach 1501 Hon. Elizabeth Willoughby, Tochter von Robert Willoughby, 1. Baron Willoughby de Broke, und in zweiter Ehe am 15. Februar 1511 Lady Anne Percy, Tochter von Henry Percy, 4. Earl of Northumberland.
1524 folgte er nach dem Tod seines Vaters Thomas als 18. Earl of Arundel (1. Verleihung), 11. Earl of Arundel (2. Verleihung), 8. Baron Maltravers und 8. Baron Arundel. Am 23. April 1525 wurde er als Knight Companion in den Hosenbandorden aufgenommen und am 25. Juni 1525 feierlich in den Orden eingeführt. Von 1526 bis 1530 hatte er unter König Heinrich VIII. das Hofamt des Lord Chamberlain inne.
FitzAlan trug 1533 bei der Krönung von Anne Boleyn das Zepter mit der Taube und nahm 1536 am Prozess gegen sie teil. Während der Auflösung der englischen Klöster erhielt er große Landstriche in Sussex, insbesondere das Kloster Michelham und Teile der Ländereien des Klosters Lewes. Er starb 1544 und wurde in Arundel Castle begraben.
Sein einziger Sohn war Henry Fitzalan, 19. Earl of Arundel, den er mit seiner zweiten Frau hatte und der bereits 1533 durch Writ of Acceleration vorzeitig seinen Titel als 9. Baron Maltravers übernahm, und ihn 1544 auch als 19. Earl of Arundel beerbte.